# Московский детско-юношеский центр экологии, краеведения и туризма
Московский детско-юношеский центр экологии, краеведения и туризма (МДЮЦ ЭКТ) — государственное бюджетное образовательное учреждение дополнительного образования детей города Москвы. Центр предлагает детям, молодежи и взрослым инновационные образовательные программы по экологии, краеведению и образовательному туризму. В настоящее время Центр предлагает более 200 разнообразных программ, охватывающих весь спектр направлений эколого-биологического знания, краеведения и туризма. Располагается по адресу: улица Одесская, д. 12А, г. Москва.
По программам естественнонаучной и туристско-краеведческой направленности обучается 4 000 детей 8—18 лет.

## История
Предшественник организации Московский детский эколого-биологический центр являлся Лауреатом Гранта Москвы в сфере образования по итогам 2012—2013 учебного года, Лауреатом Премии Правительства Москвы в области охраны окружающей среды I степени. 
Организация была образована 28 октября 2014 года в результате реорганизации ГБОУ Московской городской станции юных туристов и ГБОУ Московского детского эколого-биологического центра (ГБОУ МДЭБЦ) (ранее — Московская станция юных натуралистов, МосГорСЮН, 1982—2008 годы) в форме слияния (по приказу Департамента образования города Москвы от 03.09.2012 года № 593). Учредителем МДЮЦ является Департамент образования города Москвы.
МДЮЦ — Победитель национального конкурса имени В. И. Вернадского.

## Структура
В МДЮЦ работают три отделения:
- «Эколого-биологический центр» — занятия по естественнонаучным программам в экспериментальных и цифровых лабораториях, оранжерее, мини-зоопарке, музее природы, палеонтологическом музее и конном комплексе.
- «Станция юных натуралистов» — занятия по программам по экологии города, социальной экологии, бионике (биологии с робототехникой). Проводятся курсы юннатского направления (опытничество, зоология). На базе отделения есть оранжерея с уникальной коллекцией тропических растений.
- «Станция юных туристов» — занятия по программам образовательного и спортивного туризма, по истории и краеведению.

## Руководство
- Моргун Дмитрий Владимирович — директор.
- Тайдакова Екатерина Геннадьевна — заместитель директора.
- Дегтярев Алексей Владимирович — руководитель отделения «Станция юных туристов».
- Сорокин Данила Владимирович — руководитель отделения «Станция юных натуралистов».

## Цель и основные направления деятельности
Декларируемая цель деятельности  МДЮЦ — реализация, развитие и координация образовательной деятельности в области эколого-краеведческого образования и детско-юношеского туризма в городе Москве.
Основные направления деятельности:
- реализация программ дополнительного образования детей, преимущественно в естественнонаучном и туристско-краеведческом направлении[10]. Так, в 2014 году были утверждены программы «Занимательные опыты и эксперименты»[11] и «Живая планета»[12][13].
- организация и проведение социально значимых мероприятий по экологическому образованию, краеведению и детско-юношескому туризму[14][15][16][17].
- организационно-методическое сопровождение учреждений и педагогических кадров, реализующих туристско-краеведческую и естественнонаучную направленность дополнительного образования[18][19][20].
- организация деятельности по выявлению и сопровождению обучающихся, проявляющих выдающиеся способности[21] [22], организация их участия в конкурсах различного уровня, включая федеральный и международный[23][24][25].
- организация социального партнерства, в том числе в проектах межведомственного взаимодействия.
- координация и методическое сопровождение деятельности опорных организаций (операторов) по экологии, краеведению и туризму в административных округах Москвы.

### Мероприятия
Ежегодно Центром проводится более 60 городских массовых мероприятий туристско-краеведческой и естественнонаучной направленности:
- Московский Фестиваль детско-юношеского туризма[26][27].
- Московский экологический форум учащихся[28][29][30][31][32][33][34][35][36][37][38][39].
- Московский городской конкурс по краеведению участников туристско-краеведческого движения по программе «Отечество»[40][41][42][43].
- Первенство по туризму обучающихся государственных образовательных организаций, подведомственных Департаменту образования города Москвы (лыжный, водный, пешеходный, горный, экспедиционный, поисково-исследовательский туризм).
- Московский городской конкурс социально значимых экологических проектов школьников[44][45].
- Московская открытая олимпиада школьников по геологии[46][47].
- Московская городская эколого-биологическая олимпиада «Природа России».[48][49].
- Московская городская олимпиада по школьному краеведению[50][51].
- Городской слёт юных краеведов-историков.
- «Зелёная» олимпиада юных экологов и натуралистов[52][53][54][55].
- Московская компетентностная олимпиада обучающихся образовательных организаций[56].
- Пятый городской квест по естественным наукам.
- Московский туристский слёт педагогов образовательных организаций, подведомственных Департаменту образования города Москвы.

### Городские программы
В течение учебного года Центр реализует мероприятия городских целевых программ:
- Городская экологическая программа «Азбука ресурсосбережения»[57].
- Городская естественнонаучная программа по формированию компетенции обучающихся в области наук о Земле «Каменная летопись»[58][59][60].
- Городская эколого-эстетическая программа «Зеркало природы»[61].
- Городская экологическая программа по орнитологии и детско-юношескому бёрдвотчингу «Дети и птицы»[62][63][64].
- Городская экологическая программа «Москва — мой город-сад»[65][66][67][68].
- Комплексная региональная историко-краеведческая программа «Мы Россияне, мы Москвичи» (в рамках туристско-краеведческого движения «Отечество»).

### Организационно-методическая работа
Специалисты центра оказывают организационно-методическое сопровождение педагогических кадров города Москвы естественнонаучного и туристско-краеведческого направления дополнительного образования детей:
- городские методические объединения,
- круглые столы,
- консультации, экспертизы работ,
- семинары по организации экологического образования и образовательного туризма для педагогических и административных работников,
- публикация научных работ и издание методической литературы[69].

### Маршрутно-квалификационная комиссия
В Центре создана и функционирует городская система организационно-методической поддержки выездной деятельности образовательных организаций. Представлена двумя основными службами:
- Маршрутно-квалификационная комиссия, предназначенная в основном для выезжающих в категорийные  и степенные туристские походы и экспедиции.
- Городская служба консалтинга по образовательному туризму, рассчитанная на приём всех желающих выехать за пределы города со школьниками.

Маршрутно-квалификационная комиссия рассматривает заявки на проведение походов, используя собственный туристский опыт, нормативные документы, а также сведения, предоставляемые руководителями. Рассматривая планируемый поход, комиссия по итогам экспертизы выдает заключение о возможности проведения похода данной туристской группой и маршрутную книжку. Маршрутно-квалификационная комиссия ведёт учёт походов, вносит их в соответствующую опись, контролирует контрольные сроки прохождения группой маршрута.

### Участие во всероссийских и международных соревнованиях
Ежегодно сборные команды обучающихся Центра представляют Москву на всероссийских и международных конкурсах и соревнованиях по детско-юношескому туризму, экологии и краеведению:
- Всероссийские соревнования по туризму на пешеходных дистанциях,
- Первенство России по туризму на лыжных дистанциях,
- Международный слёт туристов Союзного государства,
- Первенство России по туризму на пешеходных дистанциях,
- Всероссийский конкурс исследовательских краеведческих работ обучающихся «Отечество»,
- Всероссийская олимпиада по школьному краеведению,
- Всероссийской олимпиада школьников по экологии,
- Российская компетентностная олимпиада.

### Походы, экспедиции
Ежегодно центр проводит более 100 выездных мероприятий (туристские походы и профильные лагеря, экскурсии, экспедиции, выезды по обмену опытом, летние профильные школы, учебно-тренировочные сборы).
Задачи проведения:
- закрепление на практике, совершенствование полученных в ходе обучения знаний, умений и навыков;
- воспитание патриотизма,
- профориентация в области туризма;
- активизация мотивации обучающихся к исследовательской и творческой деятельности;
- совершенствование туристско-краеведческой работы с детьми в округах, районах и образовательных учреждениях города Москвы и повышение квалификации педагогических работников туристско-краеведческого профиля;
- повышение спортивного мастерства участников и руководителей детских туристских походов, педагогов дополнительного образования, руководителей детских объединений;
- повышение организационно-методического уровня соревнований, походов, путешествий, экспедиций, прогулок и экскурсий по всем видам туризма.

Регионы проведения походов разнообразны: Алтайский край, Владимирская область, Западный Кавказ, Карелия, Кольский полуостров, Красноярский край, Ленинградская область, Липецкая область, Московская область, Ростовская область, Самарская область, Саратовская область, Смоленская область, Тверская область, Центральный Кавказ.